# Frälsarens förklarings kyrka, Irkutsk
Frälsarens förklarings kyrka (ryska: Спасо-Преображенская церковь; translitteration: Spaso-Preobrashdenskaja tserkov; kyrkslaviska: Спа́со-Преображенскаѧ це́рковь) är en rysk-ortodox kyrkobyggnad belägen i staden Irkutsk i Irkutsk oblast, i östra Ryssland.
Kyrkan är helgad åt Kristi förklaring och tillhör Irkutsks stift.

## Historik
Arkitekten för Frälsarens förklarings kyrka i Irkutsk tros ha varit Anton Ivanovitj Losev.
Frälsarens förklarings kyrka i Irkutsk byggdes år 1795.
Den 10 augusti 1798 invigdes kyrkans högra sidokapell och det vänstra den 8 september 1802. Själva kyrkan invigdes den 6 augusti 1811.
Under sovjettiden stängdes kyrkan ned och användes för annan verksamhet. Gudstjänsterna kunde återupptas 2000.

## Kyrkan
Kyrkans staket, sakristia och vapenhus byggdes 1849 på bekostnad av Evfimyj Andreevitj Kuznetsov.

## Bilder

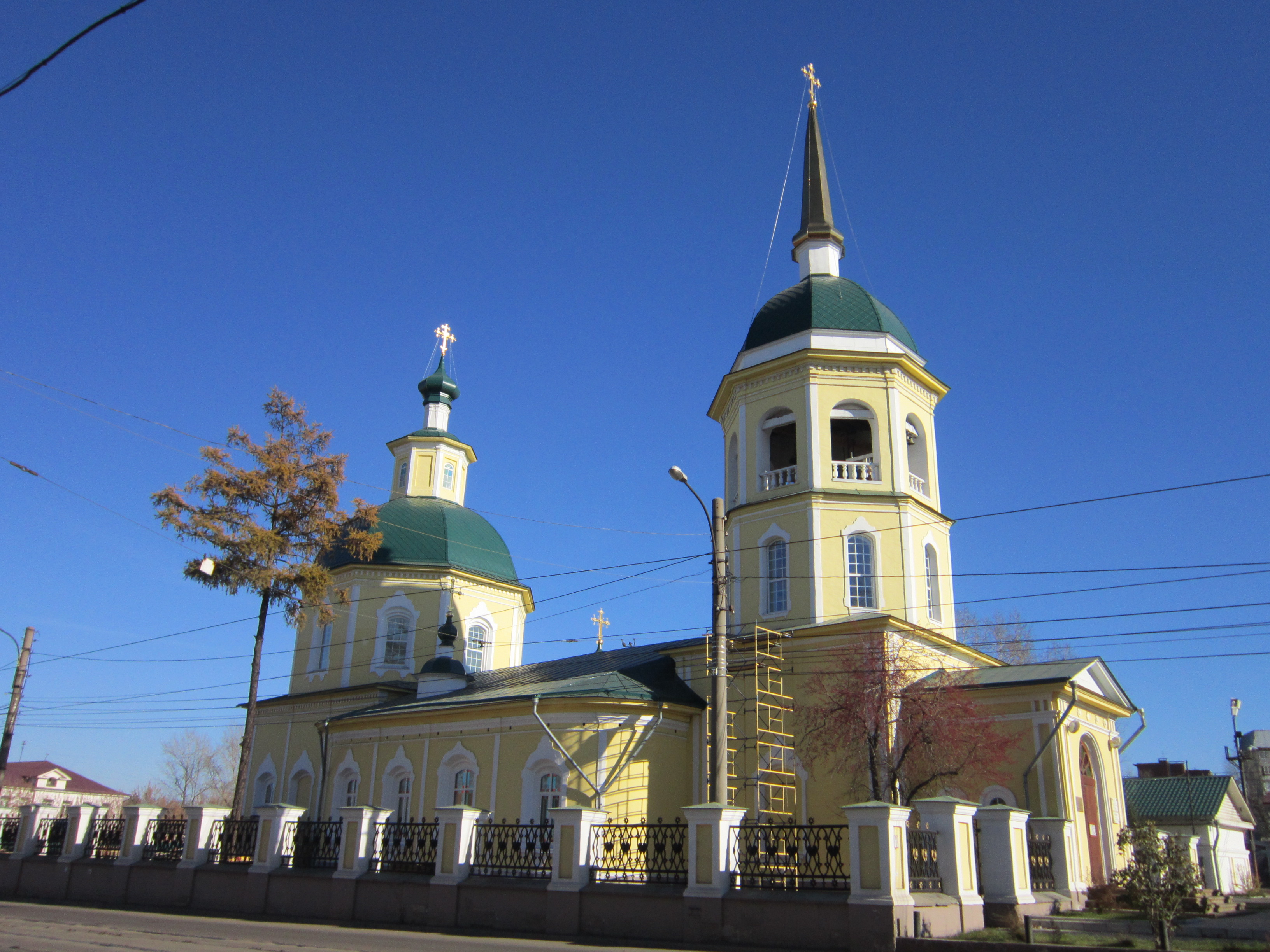
Framsidan.
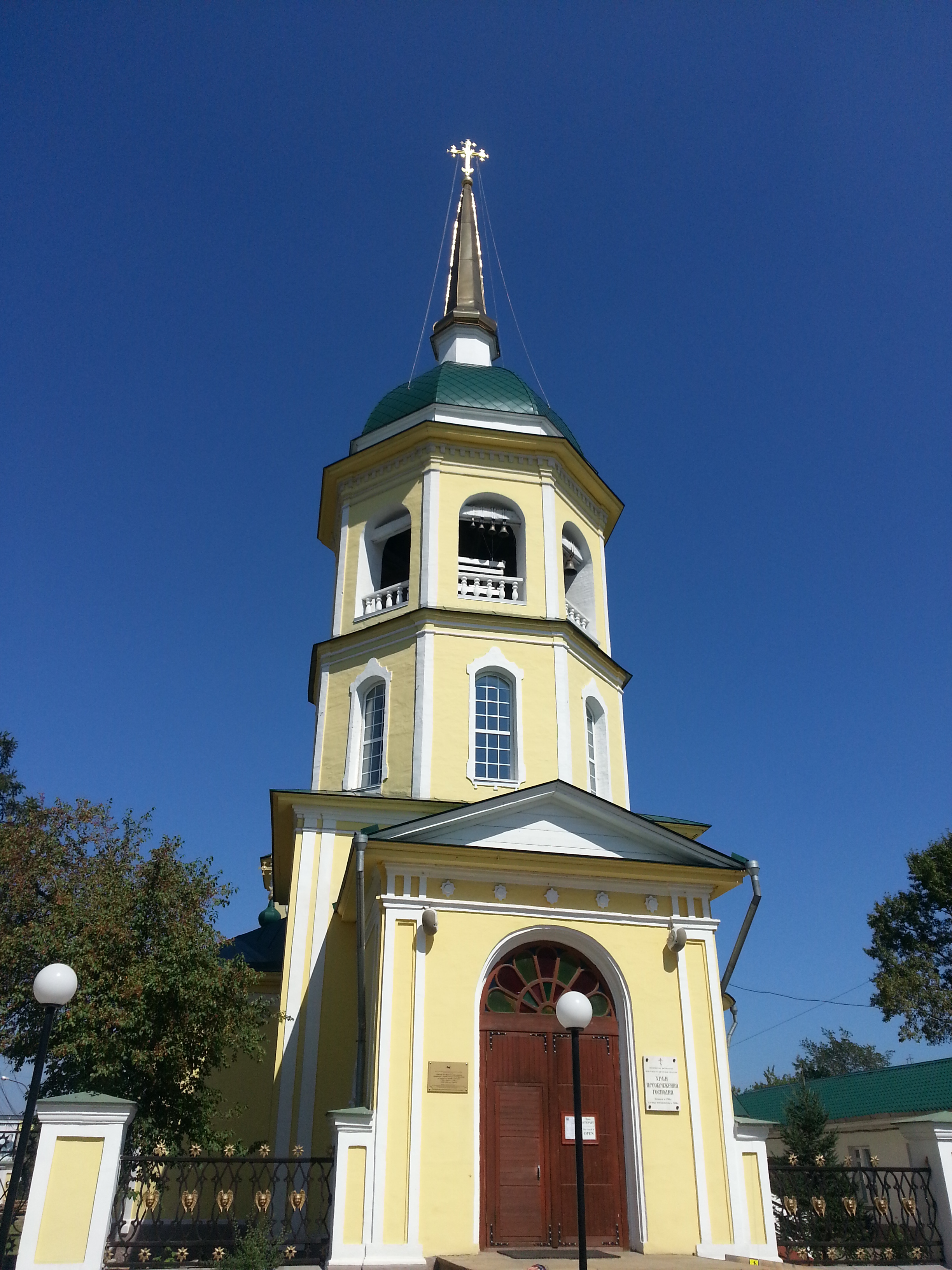
Entrén.
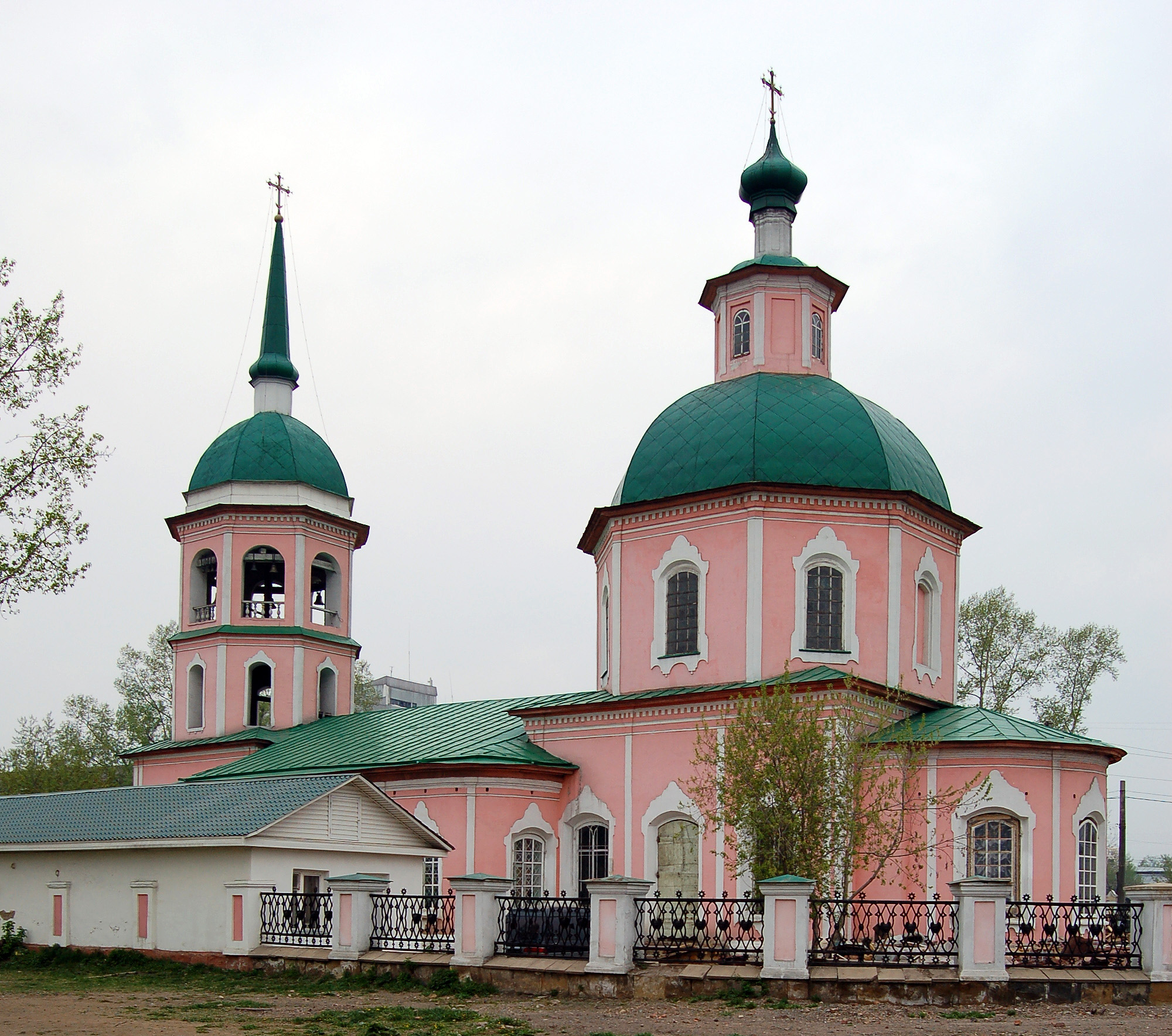
Kyrkan i rosa färg (maj 2007).